# 木部信彦
木部 信彦（きべ のぶひこ、1972年2月24日 - ）は、日本の元お笑い芸人。たむらけんじがオーナーを務める焼肉店・炭火焼肉たむらを運営する株式会社田村道場社員。
大阪府摂津市出身。よしもとクリエイティブ・エージェンシーに所属していた。
お笑いコンビビッキーズのハッピを着ていない方で、ツッコミ担当。立ち位置は向かって左。当時の相方は須知裕雅（現・すっちー）。

## 人物・特徴
- 好物はうどん。
- デビュー前は日野自動車で自動車整備士として働いていた。
  - 整備士として働いていた頃は主任の肩書きを持っていた。お笑いの世界に行くと言った時、会社側に物凄い勢いで止められたという。
- 2004年5月、会社員の女性と結婚。「どんな家庭を築きたいですか?」との質問に対し、「明るい家庭を作りたいです」という「普通」の答えに他の芸人らは面食らったと言う。2005年4月19日、第一子となる長女が誕生した。
- 妹は獣医師。
- 2007年10月、コンビ解散。コンビ解散後は芸能界を引退し、田村道場に入社。「炭火焼肉たむら」の名古屋店店長として働いている。2008年7月に同店での食中毒事件が起こり、謝罪会見で久しぶりに公の場に姿を現した。